# العلاقات الإيرانية السورية

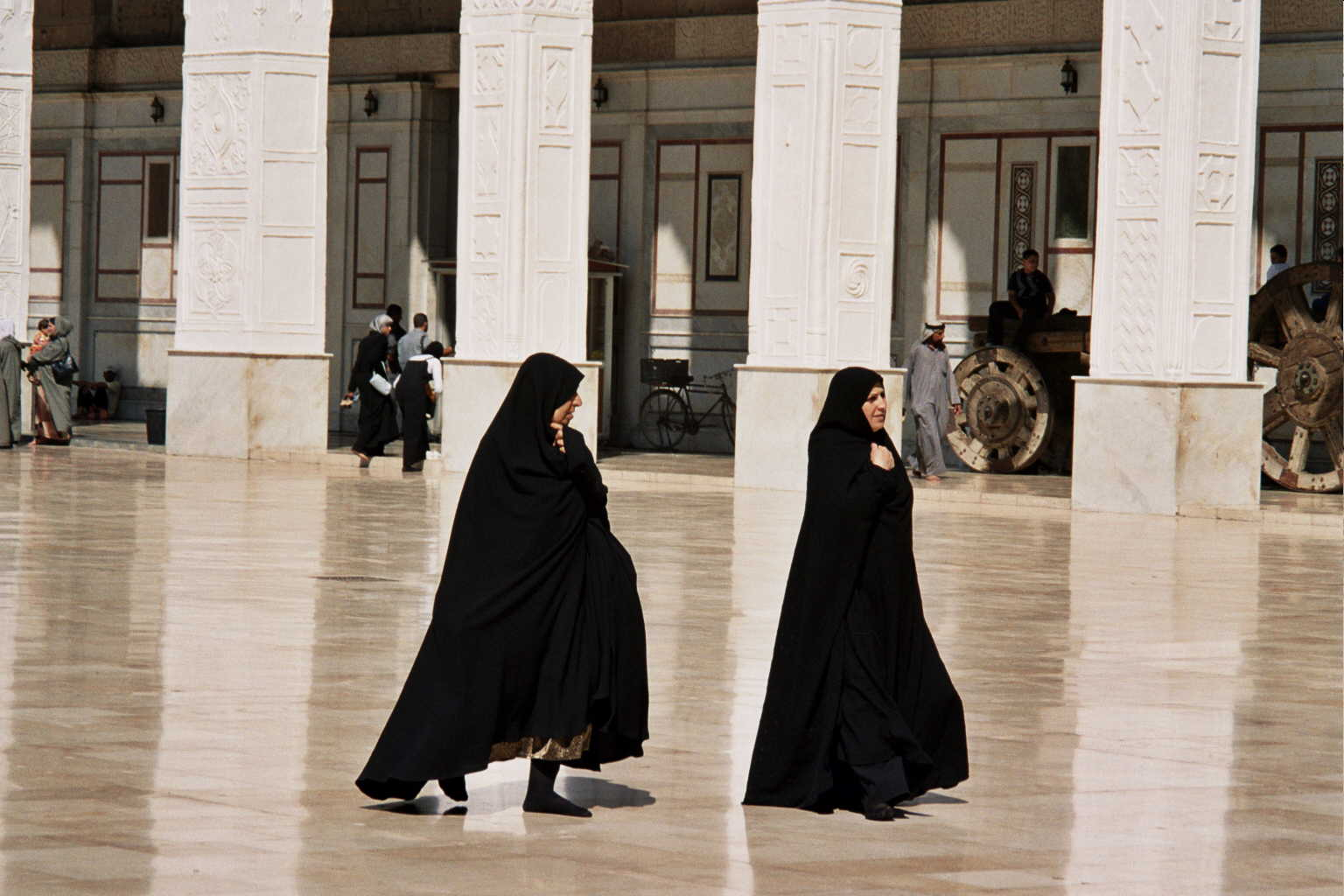
زوار إيرانيين في دمشق

إيران و‌سوريا حليفين استراتيجيين. عادة ما تسمى سوريا «الحليف الأقرب» لإيران. بغض النظر عن الصراع الأيديولوجي بين أيديولوجية القومية العربية لحزب البعث العلماني الحاكم في سوريا وسياسة الوحدة الإسلامية لجمهورية إيران الإسلامية. إن إيران وسوريا في تحالف استراتيجي منذ الحرب العراقية الإيرانية، عندما وقفت سوريا مع إيران غير العربية ضد جارها الذي يحكمه البعث وفي نفس الوقت خصمها العراق ما جعلها عرضة للعزل من قبل بعض الدول العربية. ربط البلدين العداء المشترك تجاه الرئيس العراقي الراحل صدام حسين والتنسيق ضد الولايات المتحدة و‌إسرائيل. سوريا تتعاون مع إيران في تهريب الأسلحة إلى حزب الله في لبنان، بما أن إسرائيل هاجمت سوريا. خلال الحرب الأهلية السورية قامت إيران ب«محاولة مكثفة ومكلفة ومتكاملة للحفاظ على الرئيس السوري بشار الأسد في السلطة».
وبعد سقوط نظام الأسد عام 2024 وهروبه إلى روسيا عبر العديد من السوريين وعلى رأسهم قائد المعارضة احمد الشرع عن غضبهم تجاه النظام الإيراني الذي تدخل في الشؤون الداخلية السوريا وجلب دمارًا كبيرًا في أنحاء البلاد. وكشفت وسائل الإعلام القريبة من الإدارة الجديدة في سوريا عن نية السلطات تقديم مذكرة للمحاكم الدولية تطالب فيها إيران بدفع تعويضات تقدر بـ 300 مليار دولار للشعب السوري نتيجة الأضرار التي لحقت بالبنية التحتية خلال دعمها العسكري لنظام الأسد في الحرب. وبالإضافة إلى ذلك، عبر العديد من الإيرانيين عن إحباطهم الكبير من كمية الموارد التي استثمرتها إيران في سوريا والتي ذهبت سدى، بدلاً من تحويل هذه الأموال لمعالجة الاحتياجات الإيرانية الداخلية.
وفي 1 مايو 2025 صدر تقرير من وكالة رويترز وذكرت فيه نقلاً عن نواب إيرانيون أن إجمالي ديون حكومة الأسد لطهران 30 مليار دولار

## نظرة عامة

### 1979–1990

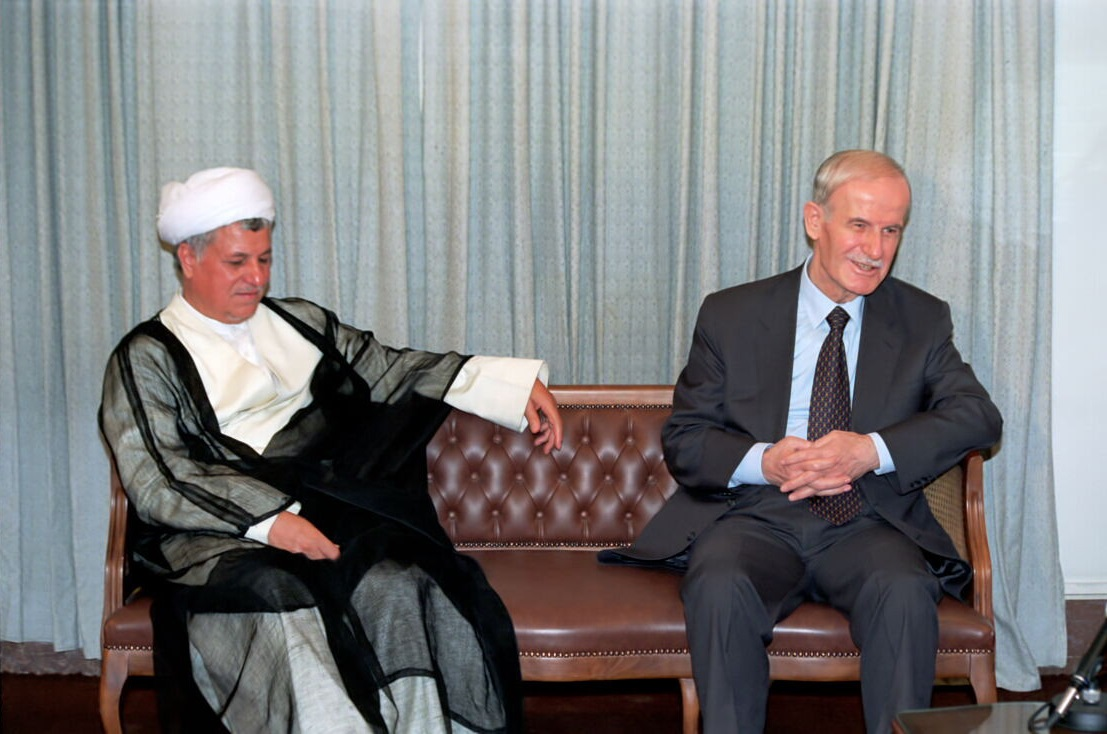
الرئيس السوري حافظ الاسد مع الرئيس الإيراني أكبر هاشمي رفسنجاني عام 1997م

تغيرت العلاقات الإيرانية السورية جذرياً بعد قيام الثورة الإيرانية عام 1979. انتهى تحالف سوريا الاستراتيجي مع مصر في نفس الوقت تقريباً بسبب معاهدة مصر مع إسرائيل. مثلت إيران بعد الثورة فرصة للرئيس السوري حافظ الأسد لإيجاد ثقل جديد لإسرائيل والعراق، الخصوم الإقليميين لسوريا. ومن ناحية أخرى، رأى القائد الإيراني الجديد آية الله الخميني سوريا كقناة للطائفة الشيعية في لبنان. مصطفى تشمران، مستشار وثيق للخميني، خاض تجربة قتال في لبنان ودعا إلى تحالف إيراني مع الرئيس الأسد لزيادة نفوذهم في جنوب لبنان.
وصفت العلاقة بين الحكومتين الإيرانية والسورية في بعض الأحيان ب«محور المقاومة». كانت سوريا هي الدولة العربية الأولى والثالثة بشكل عام، بعد الاتحاد السوفيتي وباكستان، التي اعترفت بالجمهورية الإسلامية التي تأسست في فبراير 1979. واعترفت سوريا رسمياً بجمهورية إيران الإسلامية في 12 فبراير 1979 على وجه التحديد. غير أن، الأسد لم يقم بزيارة إيران حينما كان آية الله على قيد الحياة، بما أن آية الله لم يعتبر الأسد مسلماً حقيقياً. القيادة السورية، بما في ذلك الرئيس السابق بشار الأسد نفسه، ينتمي معظمهم إلى فرع العلوية من الشيعة. ومع ذلك، فإن العلاقات بين البلدين لا تعتمد على الأسباب الدينية، لأن سوريا دولة علمانية، في حين أن إيران جمهورية إسلامية. بدلاً من ذلك، العلاقات بينهما تدفعها النقاط السياسية والاستراتيجية المشتركة.
وكان من الجبهات الرئيسية الأولى لتحالف إيران–سوريا العراق. فخلال الحرب العراقية الإيرانية، وقفت سوريا مع إيران غير العربية ضد العراق وتم عزلها من قبل السعودية وبعض البلدان العربية، باستثناء ليبيا و‌لبنان و‌الجزائر و‌السودان و‌عمان. كونها واحدة من الحلفاء العرب القلائل لإيران خلال الحرب، أغلقت سوريا خط أنابيب النفط العراقي خط أنابيب كركوك–بانياس لحرمان عراقيين من الإيرادات. دربت سوريا أيضًا الإيرانيين في تكنولوجيا الصواريخ، وزودت إيران بصواريخ سكود ب بين عامي 1986 و 1988. مقابل الدعم السوري في الحرب، قدمت إيران لسوريا الملايين من براميل النفط المجانية والمخفضة طوال الثمانينات. بالإضافة إلى ذلك، كان الخميني مقيداً في إدانته لمجزرة حماة 1982.
وكان المجال الرئيسي الثاني للتعاون بين البلدين في لبنان خلال الحرب الأهلية اللبنانية. أنشأ ودرب حرس الثورة الإسلامية الإيراني، بمساعدة سورية، جماعة حزب الله لنشر أيديولوجية الخميني وصد الغزو الإسرائيلي لجنوب لبنان عام 1982. نظرت إيران وسوريا إلى حزب الله كأداة مفيدة ضد إسرائيل وطريقة لإنشاء تأثير أكبر في الشؤون اللبنانية.
كان بين سوريا وإيران خلافات عرضية في السياسة. والتزمت سوريا في أواسط إلى أواخر الثمانينات، بدعم حركة أمل الشيعية الغير الإسلامية في لبنان، حتى وإن حاولت إيران تحقيق أقصى قدر من السلطة لحزب الله بين الشيعة اللبنانيين. على الرغم من أن إيران كانت متناقضة للغاية حول التدخل بقيادة الولايات المتحدة للإطاحة بصدام حسين من الكويت، فقد شاركت سوريا في التحالف الأممي لمحاربة العراق. ومع ذلك، فإن هذه الخلافات لم تهدد بتقويض العلاقة.

### عقد 1990–عقد 2000

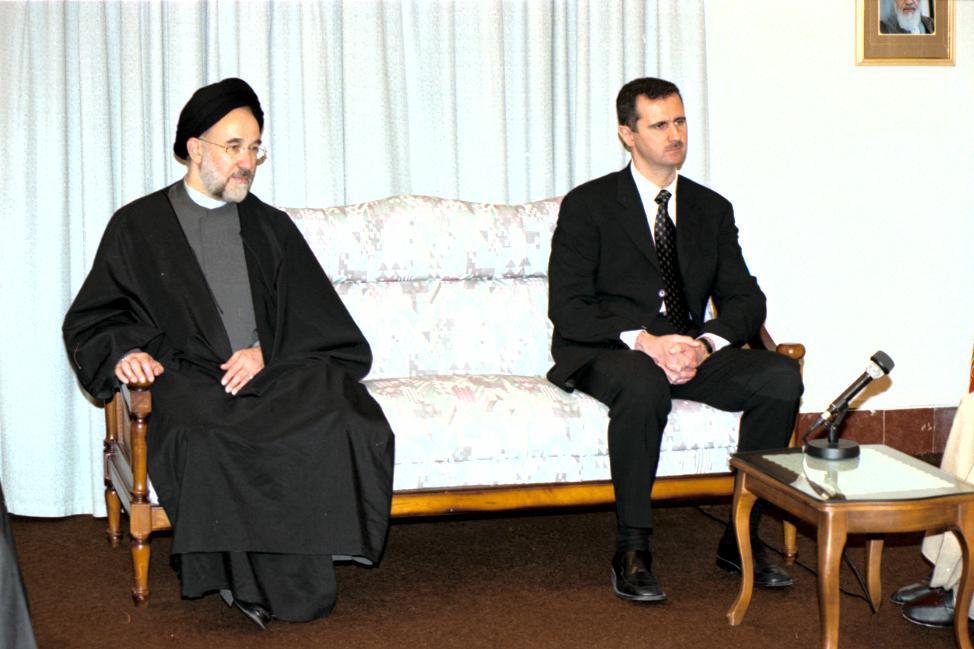
الرئيس السوري السابق بشار الأسد مع الرئيس الإيراني محمد خاتمي عام 2001م

تعمق التحالف في عام 2000 عندما تولى بشار الأسد ابن حافظ رئاسة سوريا. وجعلت الأحداث اللاحقة مثل حرب العراق، «ثورة الأرز»، وحرب لبنان 2006 البلدين أقرب إلى بعضهما البعض. أصبحت سوريا تعتمد بشكل متزايد على إيران من أجل دعم السياسي والعسكري بما أن الأسد كان غير قادر على المحافظة على العلاقات الإيجابية مع الدول العربية الأخرى خلال عهده.
في 16 يونيو 2006 وقع وزراء دفاع كل من سوريا وإيران اتفاقاً للتعاون العسكري ضد ما أسموه «التهديدات المشتركة» التي تشكلها إسرائيل والولايات المتحدة. لم يتم تحديد تفاصيل الاتفاق، ومع ذلك قال وزير الدفاع الإيراني نجار «أن إيران تعتبر أمن سوريا من أمنها، ونحن نعتبر أن قدراتنا الدفاعية تابعة لسوريا». وأسفرت الزيارة أيضًا عن بيع معدات عسكرية إيرانية إلى سوريا. بالإضافة إلى الحصول على معدات عسكرية، استثمرت إيران باستمرار مليارات الدولارات في الاقتصاد السوري.
في الوقت الراهن، تشارك إيران في تنفيذ العديد من المشاريع الصناعية في سوريا، بما في ذلك مصانع الأسمنت وخطوط تجميع السيارات ومحطات الطاقة وتشييد صوامع. وتعتزم إيران أيضًا إنشاء مصرف إيراني سوري مشترك في المستقبل. وفي 17 فبراير 2007، اجتمع الرئيسان أحمدي نجاد والأسد في طهران. وأعلن أحمدي نجاد بعد ذلك أنهما سيشكلا تحالفاً لمكافحة المؤامرات الأميركية والإسرائيلية ضد العالم الإسلامي.
ذكر الرئيس الإيراني حسن روحاني في 3 أغسطس 2013، يوم تنصيبه، أن تحالف إيران مع سوريا سوف يستمر.

### الحرب الأهلية السورية
خلال الحرب الأهلية السورية منذ عام 2011، ساعدت إيران الحكومة السورية. ادعت الغارديان في مايو أن الحرس الثوري الإيراني زاد من مستوى الدعم التقني ودعم الموظفين لتعزيز «قدرة سوريا على التعامل مع المتظاهرين» وفقاً لأحد الدبلوماسيين في دمشق. أعلن كبير مستشاري السياسة الخارجية الإيرانية علي أكبر ولايتي، «إيران ليست مستعدة لفقدان عامل التوازن هذا [لصالح إسرائيل].»

### بعد سقوط نظام الأسد
في 1 ديسمبر 2024، غادر وزير الخارجية الإيراني عباس عراقجي إلى دمشق لعقد اجتماع مع الأسد بعد سيطرة قوات المتمردين بقيادة هيئة تحرير الشام على مدينة حلب السورية، وتعهدت إيران بدعم نظام الأسد في هجومه المضاد ضد المتمردين. وصرح عراقجي قائلاً: "نحن نؤيد بشكل قاطع الجيش والحكومة السورية. ... سيحقق الجيش السوري النصر مرة أخرى على هذه الجماعات الإرهابية كما في الماضي". في 2 ديسمبر 2024، تحدث الرئيس الإيراني مسعود بزشكيان مع الأسد عبر الهاتف وقال إنه "واثق من قدرة دمشق على الانتصار".
بعد أن سيطر المتمردون على دمشق في 8 ديسمبر 2024، تم نهب السفارة الإيرانية، وتم تمزيق صور قادة إيران مثل آية الله الخميني وخامنئي، والشخصيات البارزة مثل حسن نصر الله وقاسم سليماني على الأرض. واتهم العديد من السوريين إيران وحزب الله بدعم قمع نظام الأسد. وهرب الدبلوماسيون الإيرانيون وقادة فيلق القدس من البلاد. دعت إيران إلى إجراء مفاوضات مع الحكام الجدد في سوريا. وقد تم وصف انهيار نظام الأسد، الحليف الرئيسي للجمهورية الإسلامية وعضو في محور المقاومة الذي تقوده إيران، بأنه ضربة كبيرة للمحور وخطوة حاسمة نحو تفككه. صرح وزير الخارجية الإيراني قائلاً: "لقد مر جبهة المقاومة بسنة صعبة جدًا". وصرح قائد الحرس الثوري حسين سلامي أن: "سوريا ليست مكاناً للتدخل الأجنبي" وأنه يجب على إيران استخلاص العبر. أثار سقوط نظام الأسد انتقادات داخلية غير مسبوقة في إيران. طالب المتشككون بتوضيح استراتيجية الاستثمار الضخم في محور المقاومة بدلاً من توجيه الموارد نحو احتياجات الداخل الإيراني. وحسب وسائل الإعلام القريبة من الإدارة الجديدة في سوريا تنوي السلطات تقديم مذكرة للمحاكم الدولية تطالب فيها إيران بدفع تعويضات تقدر بـ 300 مليار دولار للشعب السوري نتيجة الأضرار التي لحقت بالبنية التحتية خلال دعمها العسكري لنظام الأسد في الحرب.